# Атония матки
Атония матки — недостаточное сокращение матки, ослабление мышечных стенок или полная потеря тонуса матки после родов. Является самой частой причиной послеродовых кровотечений.
Атония матки является самой частой причиной послеродовых кровотечений, которая является неотложным состоянием и потенциальной причиной летального исхода. Во всем мире послеродовое кровотечение входит в пятерку основных причин материнской смертности.
Обычно, сокращение мышц матки во время родов сжимает кровеносные сосуды и замедляет кровоток, что помогает предотвратить кровотечение и способствует коагуляции. Недостаточное же сокращение мышц матки может привести к острому кровотечению, так как сосудистая сеть недостаточно сдавлена.
Диагностирование признаков атонии матки на фоне обширного послеродового кровотечения должно инициировать вмешательство, направленное на восстановление стабильного сокращения матки.

## Факторы риска
Существует множество факторов риска атонии матки, и некоторые из них связаны с типом родов:
- длительные роды,
- роды продолжительностью менее 3 часов,
- инверсия матки,
- использование инфузий сульфата магния,
- длительное применение окситоцина.

Вздутие матки, вызванное такими факторами, как наличие более чем одного плода, многоводие, макросомия плода, миома матки, хориоамнионит, также может привести к снижению функции матки и атонии. Задержка плацентарной ткани или нарушения плаценты, такие как прикрепление плаценты, предлежание плаценты и отслоение плаценты, увеличивают риск послеродового кровотечения у матери. Индекс массы тела (ИМТ) выше 40 и коагулопатии также являются установленными факторами риска.

## Патофизиология
Матка состоит из соединенных между собой мышечных волокон, известных как миометрий. Кровеносные сосуды, обеспечивающие кровоснабжение плаценты, проходят через этот слой мышц. После родов происходит сокращение этих мышц, которые физически сжимают кровеносные сосуды, так что гемостаз может произойти после рождения плода и плаценты. Местные гемостатические факторы, такие как ингибитор активатора плазминогена типа 1 тканевого фактора, а также тромбоциты и факторы свертывания крови, помогают остановить кровоток. Это физиологическое сокращение не происходит, если миометрий становится атоничным.
Окситоцин непрерывно высвобождается во время родов, чтобы стимулировать сокращение мышц матки, чтобы плод мог родиться, и он продолжает высвобождаться после родов, чтобы остановить кровоток. Если рецепторы окситоцина теряют чувствительность и перестают реагировать на гормон, матка не сокращается. Матка также может быть структурно повреждена или растянута, что не дает ей сокращаться. Из-за этого при родах плаценты  артерии повреждаются, а отсутствие мышечных сокращений не позволяет достичь гемостаза.
Кровопотеря — это ожидаемая часть родов, и менее 500 мл считается нормальным явлением. [10] Обычно первичная послеродовая кровопотеря классифицируется как потеря более 500 мл крови в течение первых 24 часов после родов. Те, кому сделали кесарево сечение, обычно теряют больше крови, чем при естественных родах, поэтому 1000 мл обычно используется для определения чрезмерной кровопотери. Кровопотерю матери легко недооценить, потому что основным методом оценки является визуальное наблюдение.

## Лечение
Лечение соответствует таковому при послеродовых кровотечениях